# Аломерович, Фикрет
 Фикрет Аломерович (макед.  Фикрет Аломеровик; 3 декабря 1970, Скопье, Югославия) — югославский и македонский футболист, защитник.

## Клубная карьера
Футболом серьезно начал заниматься с 13 лет. На выбор футбола как выбора спорта повлияло то, что дед Фикрета работал на общественных началах тренером любительской команды. Профессиональную карьеру начинал в команде «Раднички» Ниш, затем выступал в «Металлург» Скопье. Также в 1992 году Фикрет Аломерович в течение 4 месяцев тренировался в турецком «Галатасарае», однако контракт не подписал, по причине того, что в то время македонским футболистам разрешалось уезжать за рубеж только по достижении 25 лет, а ему было всего 22 года. Далее играл за «Скопье», до весны 1997 года выступал в клубе «Слога Югомагнат». После окончания чемпионата Македонии-96/97 в начале июня переехал в Россию, где выступал за московские «Торпедо-Лужники», за который дебютировал 23 июля, проведя весь матч 19-го тура против «Тюмени» (1:2). В сезоне 1999/2000 выступал за словенскую «Горицу». В 2000 году перебрался в Исландию, выступал за «Валюр» и «Викингур» Рейкьявик. По окончании сезона 2002 года покинул клуб.